# Lanová dráha Dvořákovo nábřeží – Letná
Visutá kabinková lanová dráha Dvořákovo nábřeží – Letná je soukromý podnikatelský projekt prezentovaný v roce 2016 investorkou Klárou Sovovou a v roce 2018 skupinou investorů v čele s Evou Sovovou. Náměstek primátorky hlavního města Prahy Petr Dolínek hodlal předložit na jednání rady města dne 30. srpna 2018 ke schválení memorandum o spolupráci města s investorem a vyvolal tím široký mediální zájem. Vzhledem k převážně negativním reakcím nakonec návrh ani radě nepředložil. 

## Historie projektu
Podnikatelka Klára Sovová, spolumajitelka Luční a Labské boudy v Krkonoších, přišla v roce 2016 s nápadem na vybudování lanovky z Revoluční třídy na Starém Městě přes Vltavu k parkovišti u stadionu Sparty. Tehdy městský radní pro dopravu Petr Dolínek sice nebyl proti, ale trval na podmínce, aby projekt nestál město ani korunu. Klára Sovová v roce 2016 uvedla, že začátek stavby nelze očekávat před rokem 2019, přičemž záleží na tom, jak se k tomu postaví Praha 7 a zda investor získá územní rozhodnutí. Starosta Prahy 7 k tomu tehdy řekl, že lanovka v žádném případě nesmí zasáhnout zeleň na letenském svahu. Na obhajobu, že lanovka bude a vysokých stožárech, opáčil tím, že v tom případě bude narušen horizont, a sdělil, že se záměrem bude zabývat komise rozvoje městské části. Šéf pražských památkářů Jiří Skalický návrh předem nezavrhoval i když projekt ještě neviděl. Zdůraznil historický kontext a řekl, že to rozhodně nenaruší panorama jako ruské kolo (které v té době bylo plánováno na Smíchově). Náměstek primátorky Petr Dolínek řekl, že uvidíme, jak bude vypadat projekt, ale že důležité pro něj bude, že město nebude stát ani korunu.
30. srpna 2018 hodlal radní Petr Dolínek předložit radě města ke schválení memorandum o spolupráci se soukromou společností Lanovka Letná, za kterou stojí skupina podnikatelů v čele s Evou Sovovou. Společnost měla lanovku postavit na vlastní náklady a ty by pokryla během následujících 15 let ze vstupného. Lanovka měla být podle představ investora zprovozněna jako součást oslav ke stému výročí vzniku Československé republiky v říjnu 2018. Podle informací iDnes však ani sám radní Dolínek s úspěchem projektu příliš nepočítal. Podle mluvčího IPR Váchy však v takovém termínu jakákoliv výstavba prostě není reálná, už proto, že to není v územním plánu, přičemž změna územního plánu může trvat třeba rok. Podle informací iDnes však ani sám radní Dolínek s úspěchem projektu příliš nepočítal.

## Stanoviska
Podle materiálu radního Dolínka je projekt pro hlavní město přínosem nejen jako zcela nové dopravní spojení, ale především výrazně zvýší atraktivitu této části města pro turisty. Podle informací iDnes však ani sám radní Dolínek s úspěchem projektu příliš nepočítal.
Podle Dolínkovy důvodové zprávy projekt předběžně odsouhlasili památkáři a zástupci Institutu plánování a rozvoje avšak mluvčí IPR Marek Vácha k tomu novinářům řekl, že případné propojení by mělo respektovat krajinu, a ne jí takto dominovat, a úvahy o lanové dráze by měly kopírovat spíše původní umístění, tedy trasu pod pavilonem Expo 58 směrem k Letenskému zámečku, nikoliv přes Vltavu.
Starosta Prahy 1 Oldřich Lomecký (TOP 09) uvedl, že je to šílenost, nikdy předtím o tom neslyšel a je to pro něj představitelné, jako kdyby měla vést lanovka z Prahy na Matterhorn.
Starosta Prahy 7 Jan Čižinský uvedl, že pokud by měla být nějaká vhodná lanovka vedoucí na Letnou postavena, musí být podřazena systému veřejného jízdného a musí sloužit jako doprava, a ne pouze jako atrakce. Místostarosta Prahy 7 Ondřej Mirovský řekl, že náměstek Dolínek předkládá do rady nesmysl, Petra Kolínská pro to hlasovat určitě nebude a Mirovský doufá, že to neprojde. „Před volbami se to na magistrátě koukám asi u některých přehnalo s omamnými látkami,“ dodal Mirovský.
Náměstkyně pro územní rozvoj Petra Kolínská (Trojkoalice/Zelení) návrh komentovala konstatováním, že na magistrátu se asi rozdávají nějaké drogy a jí neřekli kde, a že by pro takový projekt v žádném případě nehlasovala a nechápe, proč by město v takto exponovaném místě mělo podporovat nějaký soukromý a architektonicky nepřijatelný projekt.

## Parametry lanovky
Každá kabinka měla mít kapacitu 7 cestujících. Kabinek mělo být sedm, vzdálenost mezi kabinkami 240 metrů (na jiném místě téže prezentace je uvedena vzdálenost 225,71 metru), interval mezi kabinkami 48 sekund (na jiném místě prezentace uvedeno 45,14 sekund), jízdní doba přibližně 1 minutu 48 sekund (na jiném místě téže prezentace jsou uvedeny až 3 minuty) při rychlosti 17,5 km/h (5 m/s), celková přepravní kapacita má být 638 os/h. V nejvyšším bodě měla být kabinka ve výšce 76 metrů nad zemí, délka lanovky 540 metrů, převýšení 30 metrů. Výrobcem měla být firma Leitner a měl být použit stejný typ lanovky, jaký tento výrobce použil v Peci pod Sněžkou pro lanovou dráhu na Sněžku, díky modulové předmontované konstrukci by montáž mohla proběhnout ve velmi krátkém čase. Lanovka měla být poháněna přímým pohonem bez použití převodovky, motor měl zároveň sloužit jako generátor při brzdění. Náklady na výstavbu byly odhadovány mezi 70 a 90 miliony korun.